# Zhang Dongsun
Zhang Dongsun  (xinès:张东荪) també conegut amb la transcripció Chang Tung-sun, fou un filòsof.i polític xinès que va néixer el 1886 i va morir el 1973.

## Biografia
Zhang va anar al Japó on va estudiar filosofia. En aquell país va conèixer la filosofia occidental (en concret la de Kant). També va reinterpretar el confucianisme, Va estudiar amb interès les aportacions d'Henri Bergson i de Bertrand Russell (al qual acompanyà en el seu viatge a la Xina).
Com a pensador liberal va exercir gran influència en la Lliga Democràtica de la Xina que era una tercera via entre les posicions dels nacionalistes i la dels comunistes. Amb la victòria de Mao Zedong, acceptà càrrecs en la nova República Popular de la Xina i exerceix com a professor a la Universitat de Yenching. Però la seva defensa de la llibertat intel·lectual i les seves crítiques al marxisme.li originen problemes i, finalment, acabarà perdent els seus drets polítics (1951-1952). Amb la campanya anti-dretana és obligat a deixar la docència i ha de fer treballs manuals en la neteja de la Universitat de Beijing. Amb la Revolució Cultural és enviat a un camp de reeducació on va sofrir maltractaments i mor poc abans del final del moviment radical.

## Obra
Zhang fou un autor prolífic que a partir dels anys 50 del segle passat va ser marginat. Entre els seus escrits destaquen: 
- 科學與哲學(Ciència i Filosofia).
- 哲學ABC (ABC de la Filosofia).
- 精神分析學ABC (ABC de la Psicoanàlisi).
- 讀東西文化及其哲學 (Sobre la Cultura i la Filosofia Oriental i Occidental).
- 認識論 (Epistemologia).
- 多元認識論重述(Una nova formulació d'Epistemologia Pluralísta).
- 知識與文化(Coneixement i Cultura).
- 思想與社會(Pensament i Societat).
- 理性與民主 (Racionalitat i Democràcia).